# Frösön

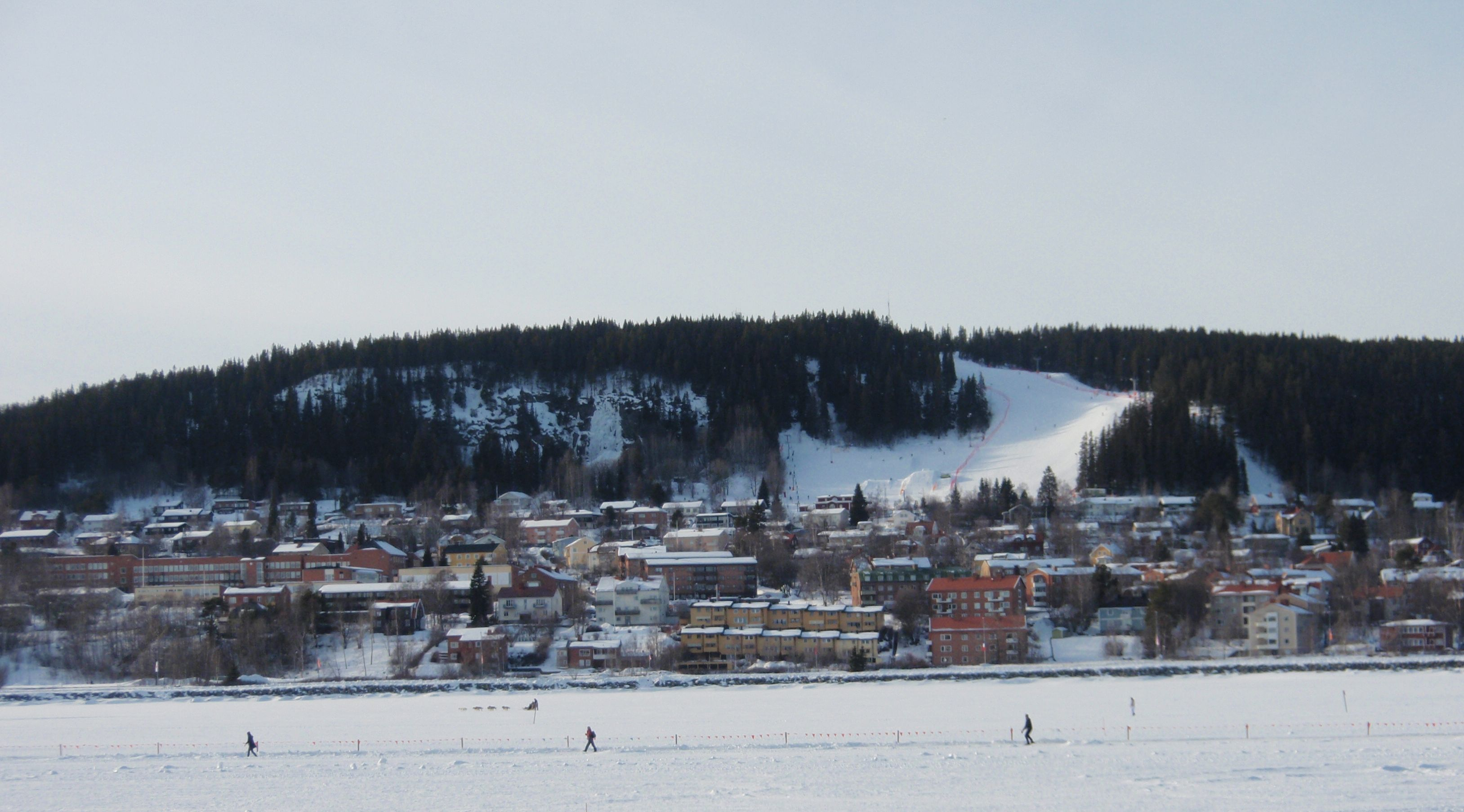
Frösön

Frösön [fɾøːsøːn], vagy [fɾøːsœʏːa] kisebb sziget a Storsjön tóban, Östersund városától nyugatra Svédországban. A sziget nevét Freyről, a skandináv mitológia egyik legfontosabb alakjáról, a termékenység istenéről kapta.
Hosszú ideig a sziget volt Jämtland tartomány központja. Frösön 1974-ig önálló köping, azaz vásározó hely volt, utána Östersund városával vonták össze.
A szigeten található a „Frösöstenen”, amely rúnakő 1030-1050-ből. A követ Östman Gudfast állíttatta azon alkalomból, hogy Frösön és környéke keresztény hitre tért, illetve egy híd épült a sziget és a szárazföld között.
A szigeten található a környék legidősebb temploma, a Frösön-kyrka.
Wilhelm Peterson-Berger svéd zeneszerző nyári háza is a szigeten tekinthető meg. 1896-ban Peterson-Berger a szigeten komponálta a Frösöblomster (Frösön virágai) zongoradarabot és az Arnljot operát 1910-ben, melynek librettójában megtalálható a Frösöni rúnakő szövege is.

## Képek

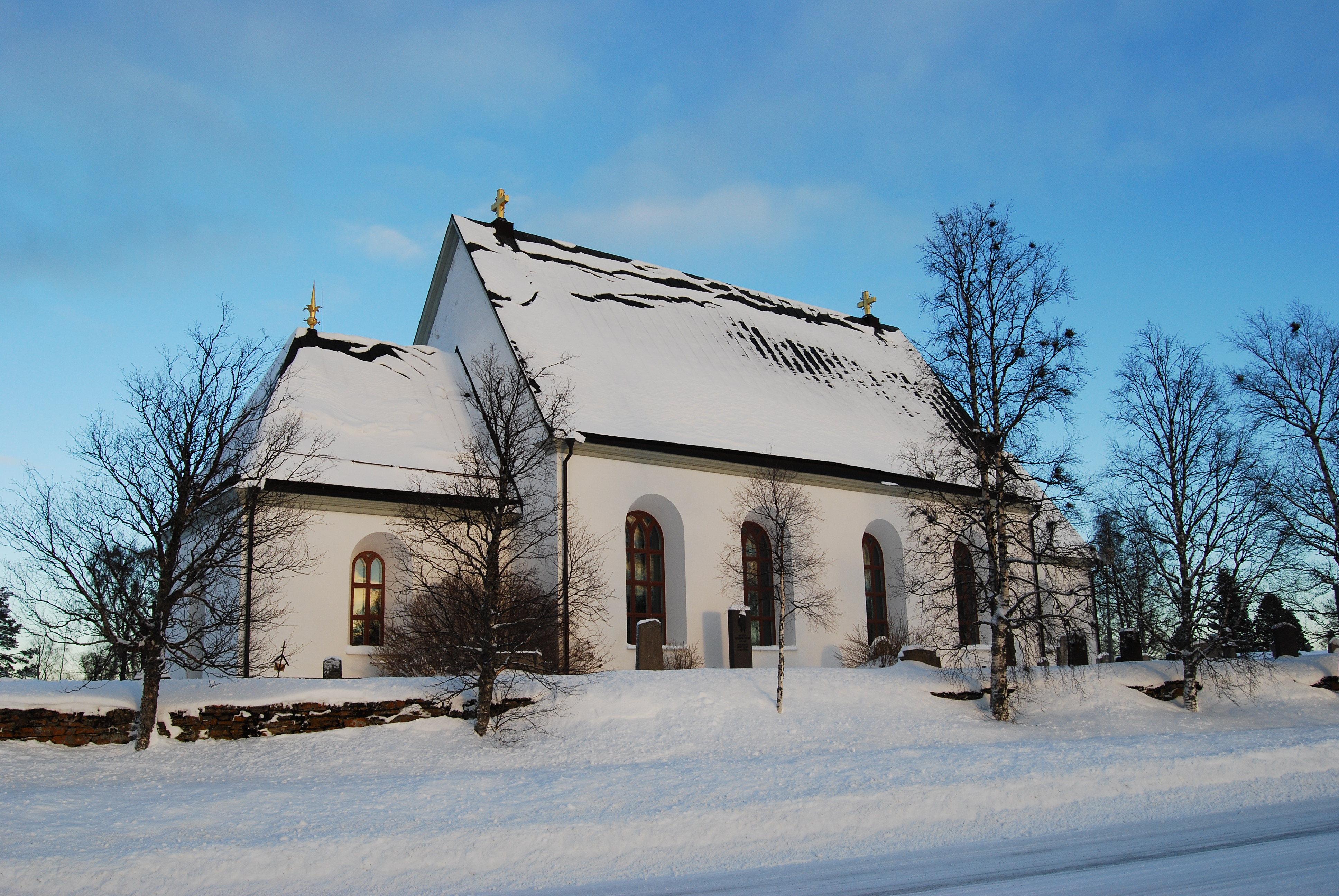
Frösöni templom
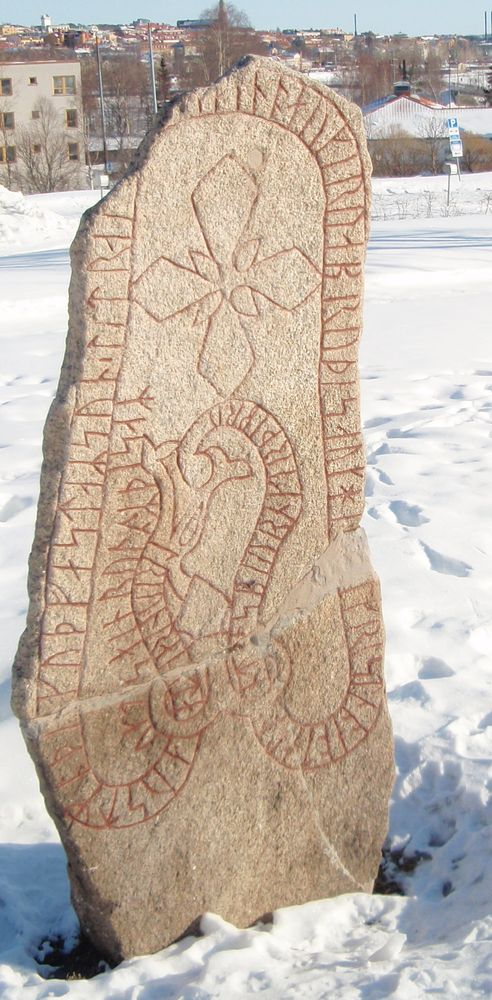
Frösöni rúnakő
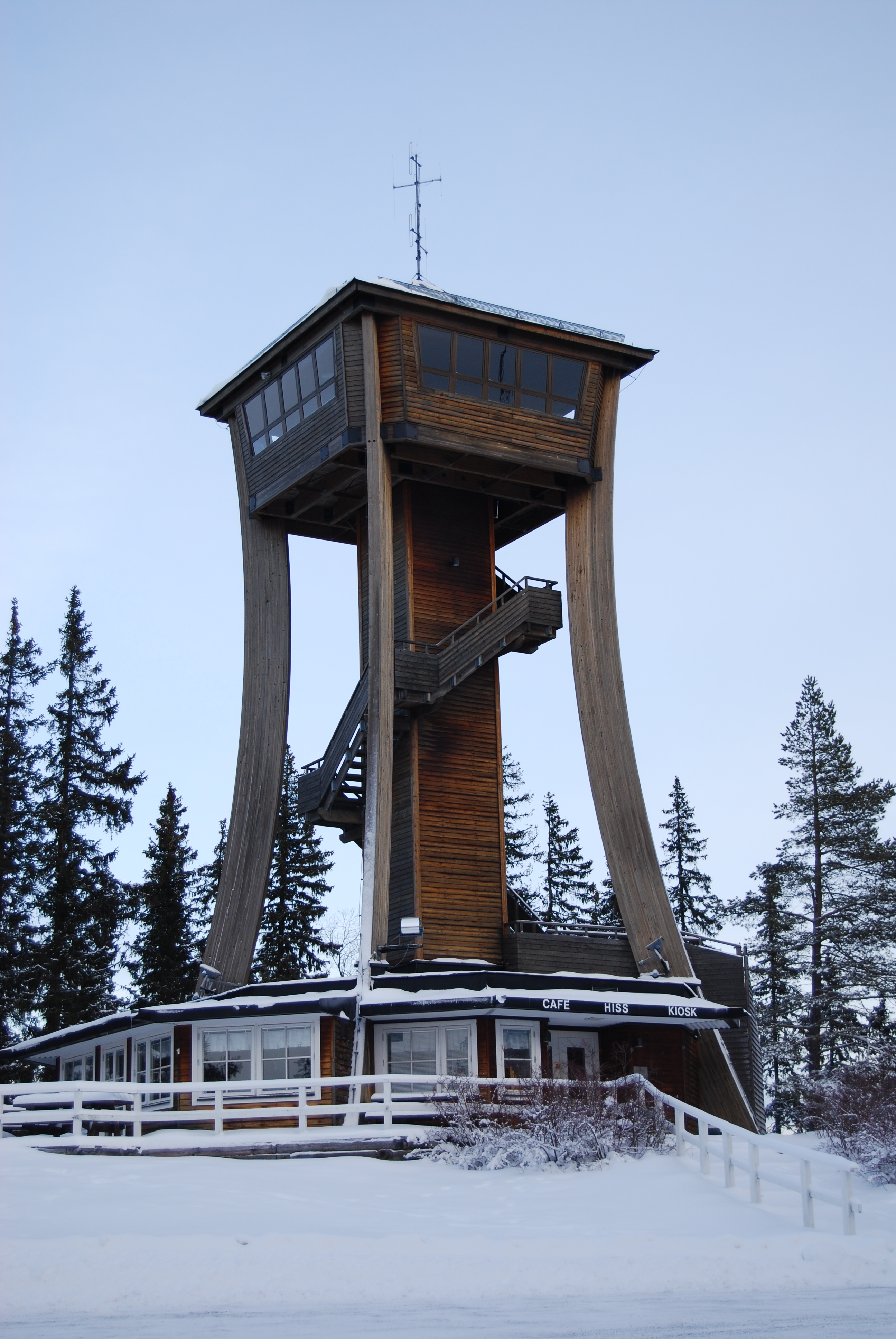
Frösön kilátótornya
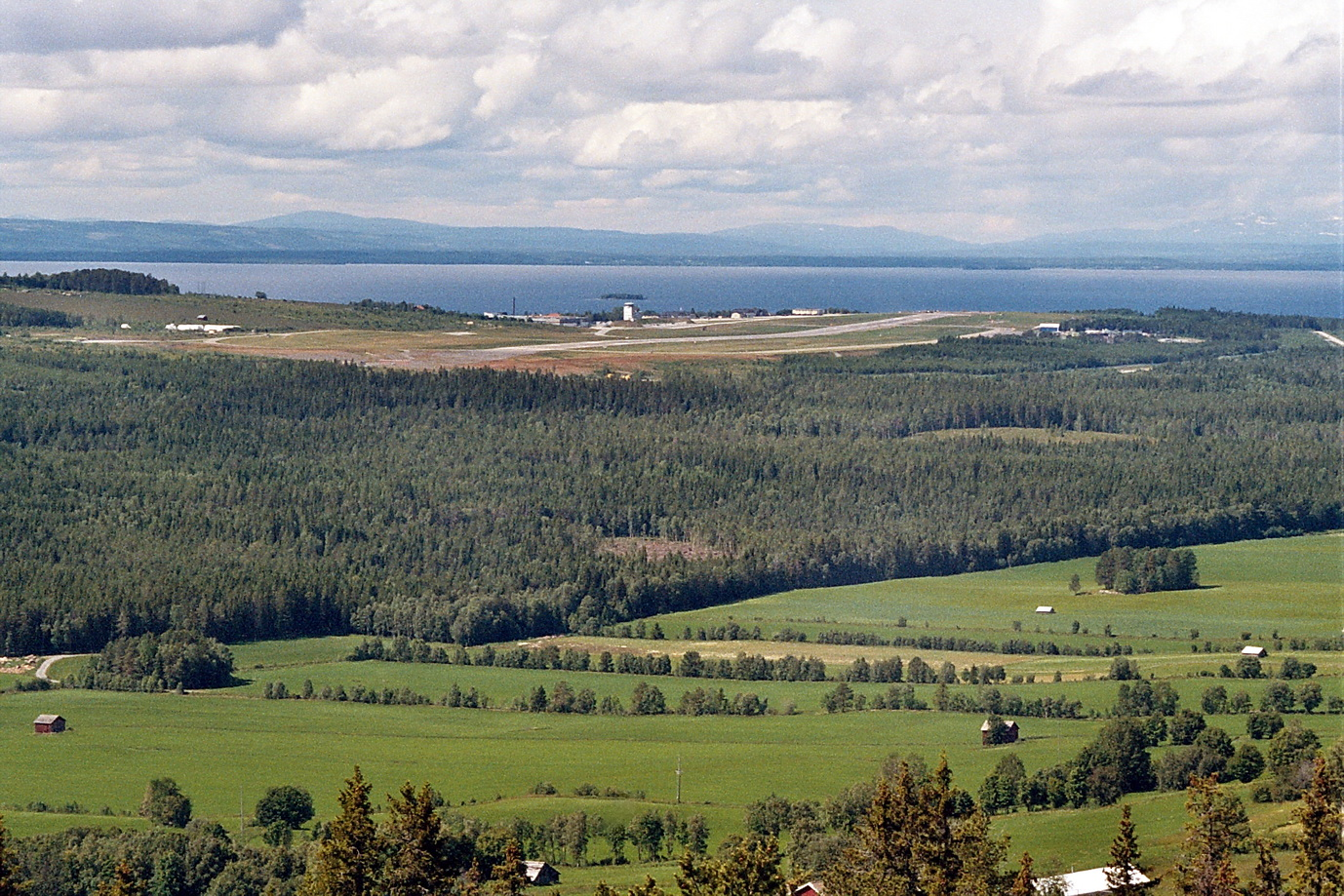
Repülőtér